# Coupe du monde féminine de rugby à XIII 2025
Pour l'édition masculine concomitante, voir Coupe du monde de rugby à XIII 2026. Pour l'édition concomitante en fauteuil roulant, voir Coupe du monde de rugby à XIII en fauteuil roulant 2025.
Navigation
Édition précédente Édition suivante
La Coupe du monde féminine de rugby à XIII 2026 est la septième édition de la Coupe du monde féminine de rugby à XIII et se déroule en octobre et novembre 2025 en France. L'évènement est conjoint avec l'édition masculine et en rugby fauteuil. Cette édition se dispute entre seize nations, doublant le nombre de participants avec l'édition précédente.

## Nation hôte
L'International Rugby League (IRL) a dans un premier temps attribué ses trois tournois prévus en 2025 au continent nord-américain. En 2018, L'IRL annule cette attribution en raison des difficultés financières du promoteur « Moore Sports » et sa non-crédibilité. Elle se tourne alors vers la France pour accueillir l'évènement.

## Qualification
| Région                 | Places allouées | Nations qualifiées                                             | Places disponibles | Participants                                                    | Date des qualifications |
| ---------------------- | --------------- | -------------------------------------------------------------- | ------------------ | --------------------------------------------------------------- | ----------------------- |
| Asie-Pacifique         | 6               | Australie Îles Cook Nouvelle-Zélande Papaousie-Nouvelle-Guinée | 2                  | Corée du Sud Fidji Japon Samoa Tonga                            | 2024                    |
| Europe                 | 6               | Angleterre France                                              | 4                  | Grèce Irlande Italie Malte Russie Serbie Turquie Pays de Galles | 2023                    |
| Amériques              | 3               | Brésil Canada                                                  | 1                  | Chili Jamaïque États-Unis                                       | 2024                    |
| Moyen-Orient & Afrique | 1               | —                                                              | 1                  | Cameroun Ghana Liban Maroc Nigeria Afrique du Sud               | 2024                    |